# USS J. Fred Talbott (DD-156)
USS J. Fred Talbott (DD-156) là một tàu khu trục thuộc lớp Wickes của Hải quân Hoa Kỳ trong giai đoạn Chiến tranh Thế giới thứ nhất, sau được cải biến thành tàu phụ trợ AG-81 vào giai đoạn cuối Chiến tranh Thế giới thứ hai. Nó là chiếc tàu chiến duy nhất của Hải quân Hoa Kỳ được đặt tên theo Joshua Frederick Cockey Talbott (1843–1918).

## Thiết kế và chế tạo
J. Fred Talbott được đặt lườn vào ngày 8 tháng 7 năm 1918 tại xưởng tàu của hãng William Cramp & Sons ở Philadelphia, Pennsylvania. Nó được hạ thủy vào ngày 14 tháng 12 năm 1918, được đỡ đầu bởi bà Robert L. Bates, cháu gái Dân biểu Talbott, và được đưa ra hoạt động vào ngày 30 tháng 6 năm 1919 dưới quyền chỉ huy của Hạm trưởng, Trung tá Hải quân T. G. Ellyson.

## Lịch sử hoạt động
J. Fred Talbott khởi hành từ Newport, Rhode Island vào ngày 10 tháng 7 năm 1919 để đi sang Địa Trung Hải, nơi nó hoạt động như một tàu căn cứ tại nhiều cảng, góp phần làm bình ổn tình hình tại Châu Âu trong những tháng đầu tiên sau chiến tranh đang điều chỉnh và tái thiết. Sau khi quay trở về Hoa Kỳ vào ngày 21 tháng 6 năm 1920, nó tham gia tuần tra tại vùng bờ Đông và các cuộc tập trận hạm đội cho đến khi được cho xuất biên chế tại Philadelphia vào ngày 18 tháng 1 năm 1923.
J. Fred Talbott được cho nhập biên chế trở lại vào ngày 1 tháng 5 năm 1930 dưới quyền chỉ huy của Hạm trưởng, Trung úy Hải quân C. H. Cobb, và bắt đầu chạy thử máy huấn luyện trong vịnh Delaware. Trong mười năm tiếp theo, nó hoạt động dọc theo bờ biển Đại Tây Dương và vùng biển Caribe, tham gia các cuộc huấn luyện chống tàu ngầm, tập trận hạm đội cùng nhiều nhiệm vụ đa dạng khác. Nó cũng giúp vào việc huấn luyện quân nhân dự bị và học viên sĩ quan.
Khi Chiến tranh Thế giới thứ hai nổ ra tại châu Âu, các nỗ lực ban đầu của Hoa Kỳ tập trung vào việc bảo vệ tàu bè của mình trong khi vẫn giữ vị thế trung lập. J. Fred Talbott được phân công nhiệm vụ Tuần tra Trung lập tại vùng biển tiếp cận lối ra vào kênh đào Panama bên phía Đại Tây Dương. Sau khi cuộc tấn công bất ngờ vào Trân Châu Cảng đẩy Hoa Kỳ vào chiến tranh, nó làm nhiệm vụ hộ tống đoàn tàu vận tải đi lại giữa New Orleans, Cuba và vùng kênh đào, bảo vệ các tuyến đường hàng hải và vận chuyển các nguồn lực cần thiết cho chiến tranh.
Sau khi được đại tu tại Boston vào tháng 1 năm 1944, J. Fred Talbott khởi hành vào ngày 13 tháng 2 cho chuyến vượt đại dương đầu tiên, và sau khi đến được Casablanca an toàn, nó quay trở lại nhiệm vụ hộ tống các đoàn tàu trong khu vực từ Iceland trải về phía Nam đến tận vùng biển Caribe. Quay trở về New York vào ngày 15 tháng 9, nó được cải biến thành một tàu phụ trợ, rồi được xếp lại lớp với ký hiệu lườn AG-81 vào ngày 25 tháng 9 năm 1944. Nó đi đến Port Everglades, Florida vào ngày 1 tháng 11 để hoạt động như một tàu mục tiêu huấn luyện cho máy bay ném bom-ngư lôi, tiếp tục vai trò quan trọng này cho đến khi chiến tranh kết thúc. J. Fred Talbott được cho ngừng hoạt động tại Boston vào ngày 21 tháng 5 năm 1946. Tên nó được cho rút khỏi danh sách Đăng bạ Hải quân vào ngày 19 tháng 6 năm 1946, và nó bị bán cho hãng Boston Metals Corporation ở Baltimore, Maryland vào ngày 22 tháng 12 năm 1946 để tháo dỡ.